# Программа долгосрочных сбережений

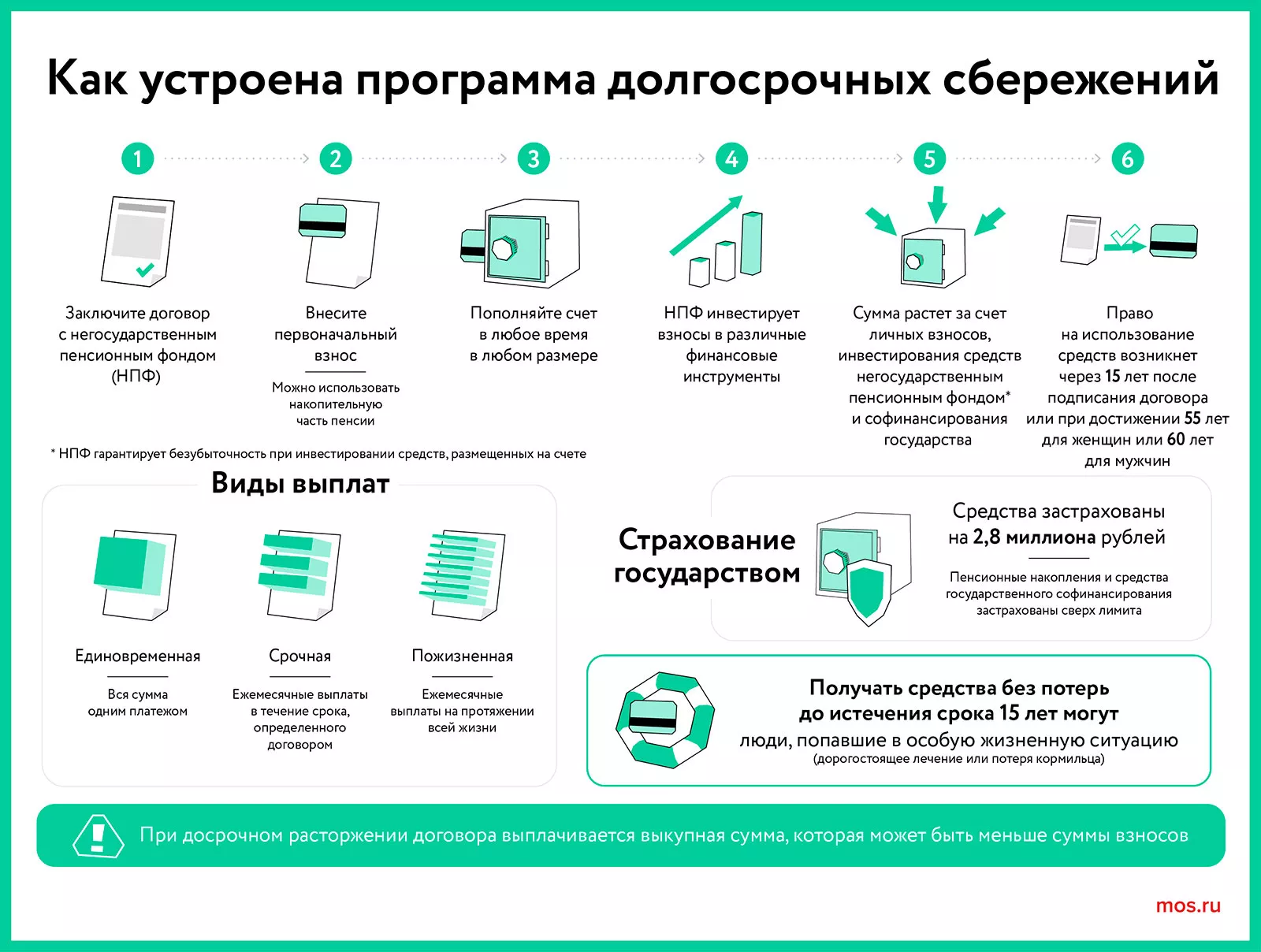
Как устроена программа долгосрочных сбережений (основные положения)

Программа долгосрочных сбережений (ПДС) — добровольный финансовый сберегательный продукт для граждан России, позволяющий сформировать долгосрочные сбережения или получить дополнительную прибавку к пенсии. Для участия в программе сбережений необходимо заключить договор с негосударственным пенсионным фондом (НПФ).
Фактически заключение договоров ПДС началось в апреле 2024 года. По состоянию на 1 апреля 2025 года в программу вступило более 4 млн человек, общая сумма привлечённых средств достигла почти 300 млрд рублей.

## История проекта ПДС
Гарантированный пенсионный план (ГПП) в России — наименование предполагавшейся новой системы накопления пенсионных средств российскими гражданами, которая предусматривает добровольное ежемесячное отчисление нескольких процентов заработной платы в НПФ для увеличения дохода после оформления в будущем пенсии по старости. Внедрение системы намечалось на 2021 год, но было отложено. В 2023 году название системы накоплений изменилось на Программу долгосрочных сбережений; она начала работу с начала 2024 года.
Законопроект о ГПП был совместно подготовлен Минфином и ЦБ РФ и обнародован 29 октября 2019 года. Ранее в течение ряда лет, вплоть до осени 2019 года, готовилась по сути аналогичная концепция индивидуального пенсионного капитала (ИПК), затем рабочее название одно время звучало как гарантированный пенсионный продукт. Важное различие между ГПП и ИПК состоит в том, что «добровольность» в рамках системы ИПК означала наличие права отказа при автоматическом включении россиянина с доходами выше определённого порога в накопительную систему, а в рамках ГПП включение будет происходить только по инициативе гражданина. Ключевые же идеи в процессе переименований не претерпели изменения и были выкристаллизованы ещё на стадии разговоров об ИПК.
В числе преимуществ системы ГПП перед накоплением средств на депозите в банке — наличие налоговых льгот и отсутствие ограничений по размеру страхуемой суммы. Пенсионная выплата по ГПП должна была назначаться либо через 30 лет с начала накоплений, либо при достижении возраста 60 (55) лет для мужчин (женщин). Закон о сохранении  дореформенного пенсионного возраста 60 лет для мужчин и 55 лет для женщин для клиентов НПФ, а значит, и для участников ГПП, был принят Госдумой в марте 2020 года.
В рамках ГПП, участник будет вправе в течение шестимесячного «периода охлаждения» после вступления в программу отказаться от неё, забрав деньги. Кроме того, он сможет перевести в ГПП имеющиеся замороженные средства из системы обязательного пенсионного страхования — однако лишь по истечении периода охлаждения, так как иначе появилась бы возможность обналичивания замороженных средств. 
В случае принятия властями РФ решения о старте системы ГПП она станет базой для формирования накопительной пенсии и заменит собой «замороженный» механизм накопления пенсионных средств из отчислений работодателя. Аналоги системы ГПП (ИПК) существуют в ряде стран, в том числе в Германии и США.
В ходе дискуссии, новая концепция пенсионного инструмента получает замечания – настолько многочисленные, что есть опасения о повторении ГПП судьбы ИПК. Так, у Минтруда есть вопросы насчёт обеспечения гарантий и страхования ответственности НПФ, специалисты из ИЗИСП обращали внимание на проблему собственности на пенсионные резервы, представители РСПП констатировали недостаточность налоговых льгот для бизнеса, а также вероятность конфликтной конкуренции между ГПП и уже существующими программами негосударственного пенсионного обеспечения (НПО). Многие эксперты оценивали документ о ГПП как сырой. В конце ноября 2019 года Минфин и ЦБ были готовы учесть замечания и опубликовать скорректированную версию законопроекта по ГПП.
В январе 2020 года стало известно о новом предложении в обсуждаемый законопроект: после завершения накопительной фазы у гражданина будет выбор — получить все накопления сразу, заплатив подоходный налог (сейчас он составляет 13 %), либо приобрести пожизненный пенсионный план.
В сложившейся на начало 2020 года ситуации, с учётом трудностей согласования законопроекта о ГПП, множества замечаний, а также общей негативной атмосферы вокруг темы пенсий, правительство не включило создание новой накопительной пенсионной системы в план законопроектной деятельности на 2020 год. На конец 2020 года ГПП так и не дошёл до парламента.
В феврале 2021 года внедрение новой системы накоплений снова было отложено. Минфин объявил о намерении потратить почти весь 2021 год на доработку проекта; эту доработку планировалось вести под грифом «секретно». По состоянию на январь 2022 года законопроект так и не появился. В конце 2022 года констатировалось, что «реформа накопительной пенсионной системы в России переносится как минимум на 2023 год». В первой половине 2023 года был разработан, одобрен правитепьством и (в июне) Госдумой законопроект о Программе долгосрочных сбережений (ПДС). В основе его лежат идеи ИПК-ГПП, хотя название изменено.
К середине 2025 года, по данным Банка России, объем средств, привлеченных в ПДС составил более 414 млрд руб, количество участников программы достигло 5,4 млн. Ежемесячно их количество увеличивалось на 300–500 тыс. Человек. В свою очередь объем вложенных средств рос на 30 млрд руб в месяц.

## Операторы программы
Операторами ПДС выступают НПФ. Любой дееспособный гражданин может заключить с НПФ договор ПДС в свою пользу или в пользу иного лица. В период действия договора, гражданин перечисляет на счет добровольные сбережения. Требования к регулярности взносов нет. Работодатели по желанию также могут перечислять на счета своих сотрудников дополнительные суммы.

## Государственное софинансирование
Отличительной особенностью ПДС является государственное софинансирование. На каждый вложенный рубль государство добавляет на счет один рубль при среднем доходе до 80 тыс. руб. в месяц, на каждые два рубля государство добавляет рубль при среднем доходе от 80 тыс. руб. до 150 тыс. руб. в месяц, и на каждые четыре рубля государство добавляет рубль при среднем доходе от 150 тыс. руб. в месяц. Максимальная сумма от государства не превышает 36 тыс. руб. в год на протяжении 10 лет после первого взноса программы. Софинансирование получают участники, вложившие не менее 2 тыс. руб. в год. 
На свои взносы участники могут получить налоговый вычет на сумму вклада до 400 тыс. руб. в год, но только при не более чем трех открытых договоров ПДС. Чтобы получить налоговый вычет, основания для выплат должны наступать не ранее чем через 5 лет с даты заключения договора — если договор заключен в 2024-2026 годах, далее этот срок будет увеличиваться до 10 лет при заключении договора в 2031 году.
Как государственное софинансирование, так и налоговый вычет выплачиваются исходя из совокупности всех договоров ПДС.

## Другие преимущества программы
В случае банкротства НПФ, неправомерных действий, и потери средств государство возвращает до 2,800,000 руб. личных взносов и софинансирования, включая накопления.
В случае особых жизненных ситуаций, участник может забрать необходимую сумму до окончания действия договора. На настоящий момент в число особых жизненных ситуаций входят дорогостоящее лечение и потеря кормильца.
Участник может запросить перевод накоплений в другой НПФ, однако такая смена произойдет через 5 лет после подачи заявления.
Участник может перевести в ПДС остаток по накопительной пенсии. В таком случае участник программы сможет получить доступ к остатку накопительной пенсии через 15 лет.
Накопления в ПДС передаются по наследству.

## Выплаты по программе
Выплаты по программе начинаются либо через 15 лет действия договора, либо по достижении пенсионного возраста в 60 лет у мужчин и 55 лет у женщин, но не ранее, чем через 5 лет после заключения договора. 
Сами НПФ могут устанавливать свои дополнительные условия выплаты, однако должны предоставить участником следующие возможности:
- Пожизненная выплата, когда сумма накоплений фактически заменяется на аннуитет
- Срочная выплата накоплений на протяжении не менее 10 лет
- Единовременная выплата, если пожизненная выплата составляет менее 10% от прожиточного минимума для пенсионера

При пожизненном и срочном вариантах выплаты будут индексироваться, однако не гарантируется что индексирование будет на уровне инфляции.

## Доходность НПФ
| Год  | Медианная доходность НПФ (в процентах) | Медианная доходность НПФ (в процентах) | Индекс Московской биржи полной доходности (MCFTR) (в процентах) | Индекс ОФЗ (RGBITR) (в процентах) | Уровень инфляции (в процентах) | Источник |
| Год  | Пенсионные накопления (ПН)             | Пенсионные резервы (ПР)                | Индекс Московской биржи полной доходности (MCFTR) (в процентах) | Индекс ОФЗ (RGBITR) (в процентах) | Уровень инфляции (в процентах) | Источник |
| ---- | -------------------------------------- | -------------------------------------- | --------------------------------------------------------------- | --------------------------------- | ------------------------------ | -------- |
| 2020 | 7,4                                    | 6,8                                    | 14,8                                                            | 8,5                               | 4,9                            | [ 19 ]   |
| 2021 | 2,6                                    | 2,9                                    | 21,8                                                            | -4,9                              | 8,4                            | [ 20 ]   |
| 2022 | 7,9                                    | 8,2                                    | -37,3                                                           | 3,7                               | 11,9                           | [ 21 ]   |
| 2023 | 8,0                                    | 7,6                                    | 53,8                                                            | 0,8                               | 7,4                            | [ 22 ]   |
| 2024 | 10,1                                   | 10,3                                   | 1,6                                                             | -2,1                              | 9,5                            | [ 23 ]   |

## Критика программы
Согласно закону НПФ имеют право вкладывать свои активы только в высоконадёжные активы (облигации надежных заемщиков, голубые фишки и др.). Консервативная инвестиционная политика приводит к тому, что доходность вложений НПФ, обычно сопоставимая с доходностью банковских вкладов, может проигрывать инфляции в периоды инфляционных скачков, хотя на долгосрочном горизонте инвестирования негосударственные пенсионные фонды показывают доходность выше инфляции.
По состоянию на начало августа 2025 года, перечисление софинансирования в рамках программы долгосрочных сбережений задерживается. Оно должно было произойти в конце июля. Теперь Минфин пообещал, что деньги поступят гражданам до сентября 2025 года, что приведёт к недополученному инвестиционному доходу за один месяц.